# BC Khimik

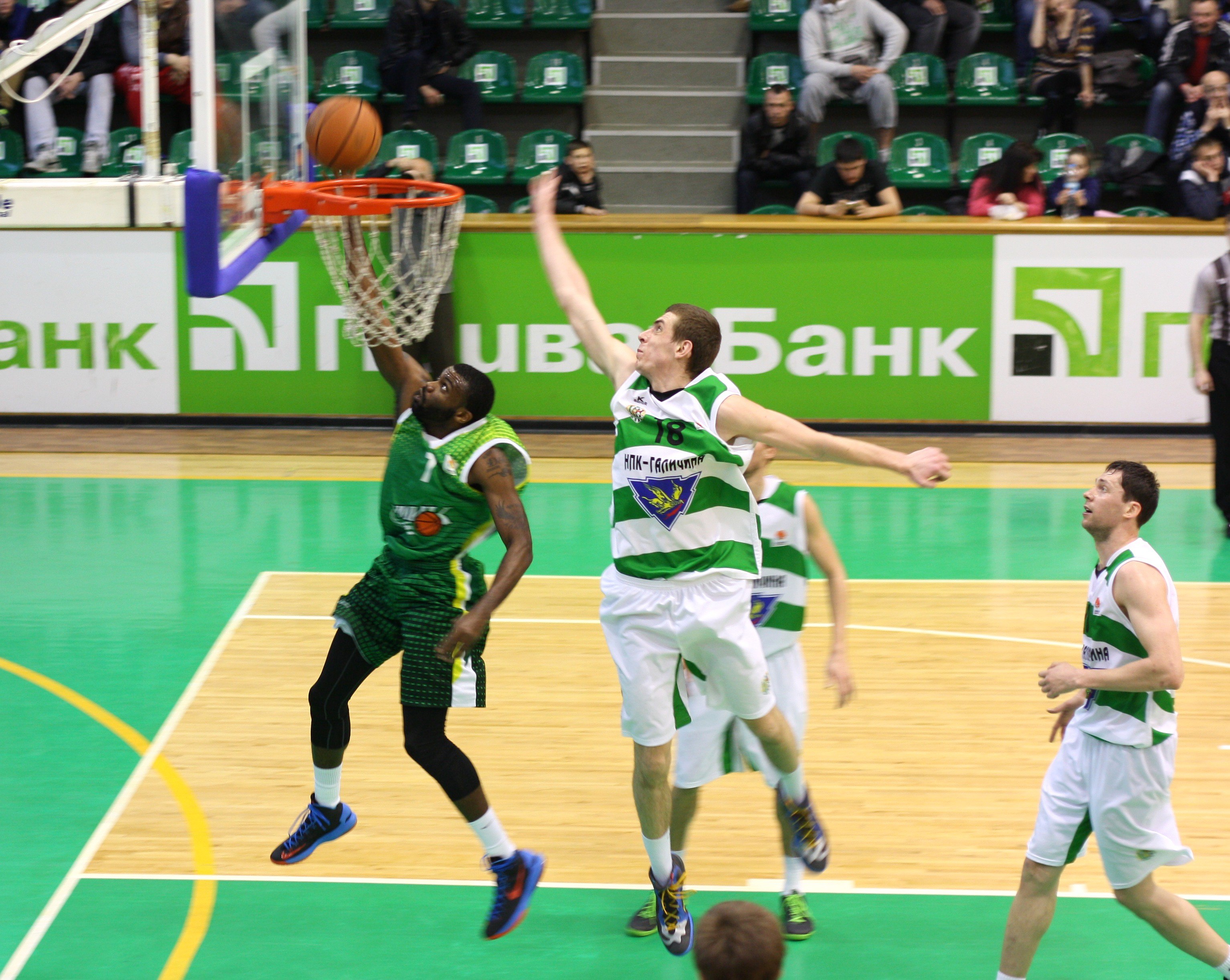
Ilustração.

O Basquete Club Khimik (ucraniano:Баскетбольний клуб Хімік)  é um clube profissional de basquetebol situado na cidade de Yuzhne, Oblast de Odessa, Ucrânia que disputa atualmente a Liga Ucraniana e a Liga dos Campeões.
1. ↑  «Basketball Champions League». BasketballCL.com. Consultado em 25 de outubro de 2016